# Hofgarten (Innsbruck)

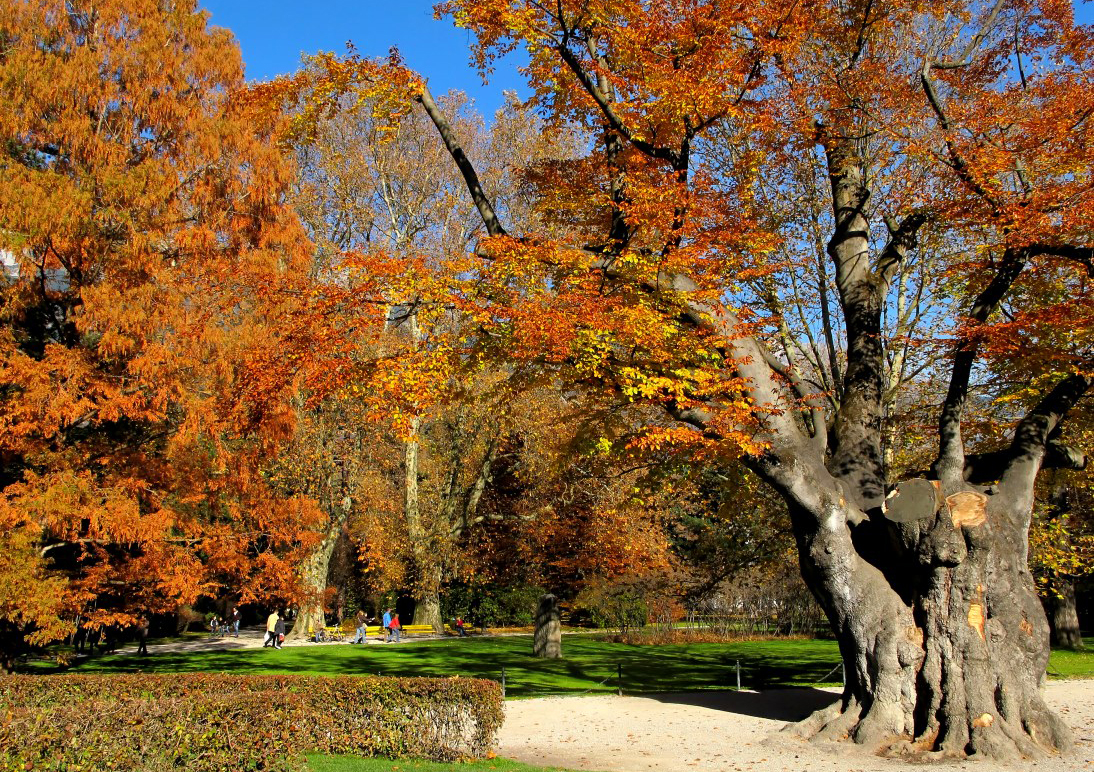
Hofgarten (Jardín de tribunal) en Innsbruck, Austria

El Hofgarten (en español, jardín de la corte) es un parque protegido en la ciudad vieja de Innsbruck, Austria. El parque cubre un área de 10 hectáreas, limitadas por el Hofburg, el Congreso y el Teatro Estatal del Tirol.
El Hofgarten fue organizado sobre la ribera del río Eno bajo la dirección de Archiduque Fernando II en el siglo XVI. Con el tiempo se convirtió en uno  del más elaborados jardines al norte de los Alpes. Durante su historia de 600 años fue un jardín renacentista, un jardín formal francés y, desde 1858, un jardín inglés. Su última reconversión estuvo concebida por Friedrich Ludwig von Sckell, pero solo se llevó a cabo cuatro décadas más tarde por un diseñador de paisaje desconocido que se desvió significativamente del proyecto original de Sckell.
El Hofgarten está bajo la autoridad de los Jardines Federales austriacos (Österreichischen Bundesgärten), un departamento del Ministerio de Medio Ambiente (Bundesministerium für Tierra- und Forstwirtschaft, Umwelt und Wasserwirtschaft).

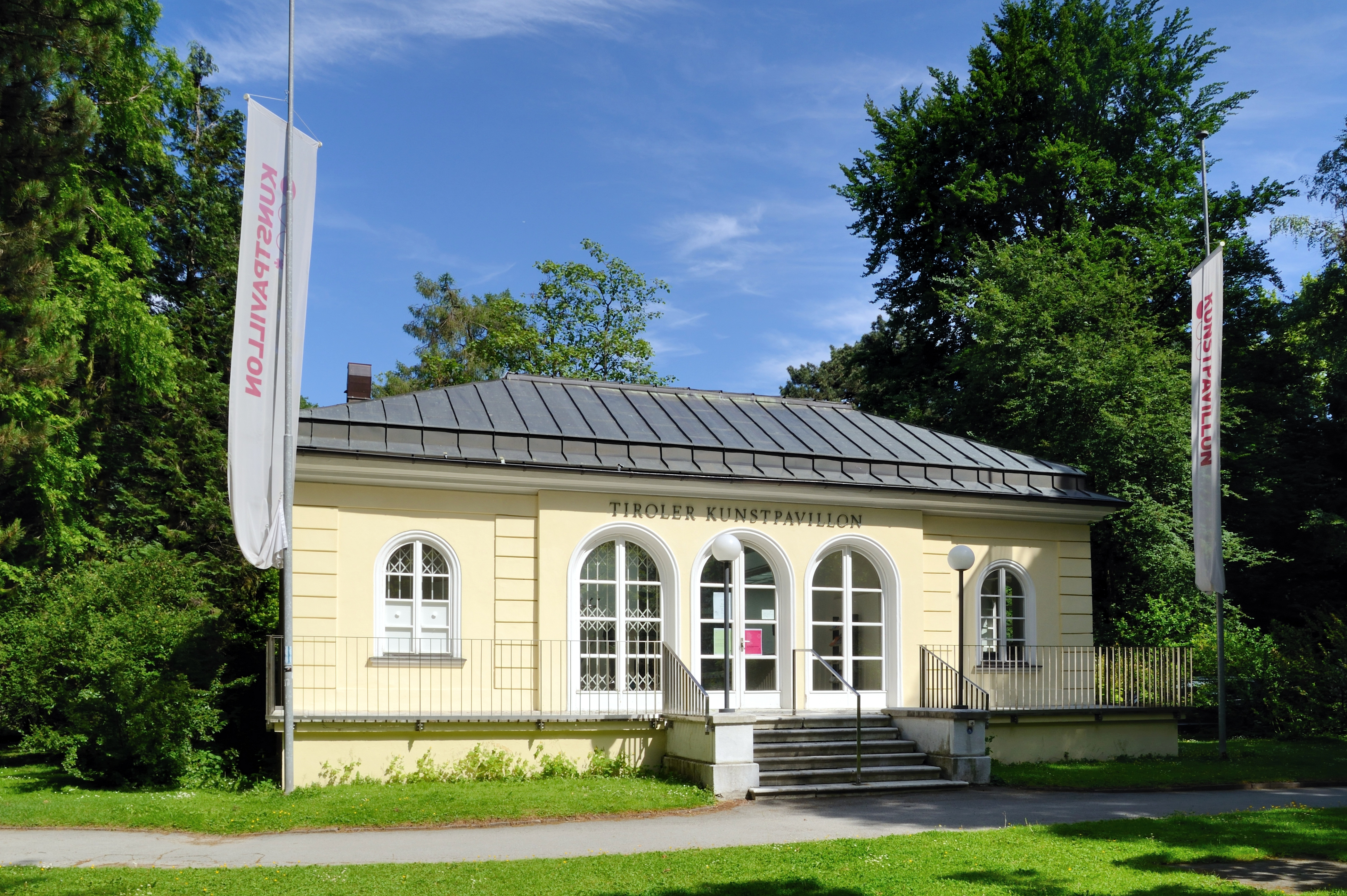
Tiroler Kunstpavillon (Pabellón de las artes del Tirol)

El Hofgarten es hoy en día una zona de ocio en la Ciudad Vieja con árboles, un conjunto de lagos, zonas de juego para niños, un invernadero y un restaurante. 
Es notable que algunas de las plantas fueron plantadas personalmente por la Emperatriz austriaca, María Teresa. El Tiroler Kunstpavillon (Pabellón de Arte del Tirol) en medio del parque, data de 1733. Hoy, el pabellón alberga acontecimientos como conciertos. Junto a él se celebran torneos ajedrecísticos, con tableros de tamaño gigante.
Hay un césped para tomar el sol junto a las zonas infantiles. En el resto del parque no se permite el paseo por las zonas vegetales del resto del parque.
El invernadero contiene una colección de aproximadamente 1.700 especies vegetales, que pueden ser vistas en días laborables. Durante la temporada de verano se complementan con exposiciones temporales de artes y esculturas que se pueden visitar los fines de semana.